# Claiborne Jackson
Claiborne Fox Jackson (4. april 1806 – 6. december 1862) var en amerikansk advokat, soldat og politiker. Han var guvernør i Missouri i 1861, og derefter guvernør i eksil for Amerikas Konfødererede Stater under den amerikanske borgerkrig.

## Tidlige år
Jackson blev født i Fleming County i Kentucky. I 1822 flyttede han til Missouri, hvor han blev sagfører. Jackson og hans far havde i fællesskab en meget lukrativ forretning. Han gjorde tjeneste som kaptajn i infanteriet i Krigen mod Black Hawk. Da han kom tilbage til Missouri blev han valgt ind i statens lovgivende forsamling, hvor han sad i 12 år, inklusiv en periode som formand fra 1844 til 1846. Jackson blev valgt til statens senat i 1848. Som leder af tilhængerne af slaveri blandt Demokraterne stod han for en kampagne for at besejre den magtfulde senator Thomas Hart Benton, der var tilhænger af Unionen. I 1857 var Jackson Banking Commissioner for staten Missouri. 

## Jackson som guvernør
Jackson tiltrådte som guvernør den 2. januar 1861, og svor at fortsætte sin forgænger Robert M. Stewart's politik hvorefter Missouri ville være væbnet neutral, og afvise at give våben eller mænd til nogen af siderne i den tilstundende amerikanske borgerkrig selv om Jackson personligt foretrak at man sluttede sig til Sydstaterne.
Denne neutralitet var truet af arsenalet i St. Louis, som indeholdt 60.000 musketter, 90.000 pund krudt og 1.500.000 patroner. Jackson ønskede ikke at Unionen fik fat i arsenalet. Imidlertid bemægtigede kaptajn Nathanial Lyon, en assistent til Unionskommandøren i Missouri, general William S. Harney, sig arsenalet og flyttede indholdet over floden til Springfield i Illinois.
Præsident Abraham Lincoln nægtede at anerkende statens neutralitet, og beordrede Jackson til at stille tropper fra Missouri til rådighed for en invasion og erobring af syden. En irriteret Jackson svarede. 
Sir: Deres depeche af den 15. som anmoder om 4 regimenter fra Missouri til øjeblikkelig service er modtaget. Der kan, forstår jeg, ikke være nogen tvivl om, at det er meningen, at de skal være en del af præsidentens hær, der skal føre krig mod de udtrådte stater. Deres anmodning, er efter min mening illegal, i modstrid med forfatningen og revolutionær i sit indhold, inhuman og diabolsk og kan ikke efterkommes. Staten Missouri vil ikke stille nogen mand til rådighed for et sådant uhelligt korstog.
I maj 1861 beordrede Jackson statens milits til at samles udenfor St. Louis til 6 dages træning ved der nu kaldes Camp Jackson. Guvernør Jacksons ordre var i overensstemmelse med statens Missouris lovgivning. Han udpegede sydstatsvenlige personer til at kommandere de forskellige enheder og modtog efter sigende våben fra Sydstaternes præsident Jefferson Davis (hvilket Lyon skulle have opdaget, da han besøgte lejren i kvindetøj). 
Den 10. maj 1861 omringede kajtajn Lyon militsens lejr med frivillige, fra det tyske samfund i St. Louis, der var for Unionen. Militsen blev tvunget til overgivelse. Fangerne blev derefter ført igennem St. Louis' gader, hvor nogle blev skudt sammen med andre ubevæbnede mænd, kvinder og børn hvilket udløste optøjer. 
Den 11. maj 1861 udpegede Jackson Sterling Price til at være Generalmajor i den nyorganiserede Missouri State Guard og modstå en Unionsinvasion af Missouri. Den efterfølgende dag indgik Price og Harney den såkaldte Price-Harney Truce, som tillod Missouri at forblive neutral indtil videre. Lincoln udskriftede imidlertid straks Harney med den aggressive Lyon, som blev forfremmet til brigadegeneral. 
Den 11. juni 1861 forsøgte Jackson at få Lyon til at acceptere den tidligere indgåede aftale, men det afviste Lyon. Lyon forlod mødet idet han sagde, at der ville blive krig, og havde guvernøren eskorteret ud af St. Louis. Lyon gennemførte derefter en række slag med Price for at erobre Jefferson City og arrestere statens guvernør. Statens ledelse flygtede til Boonville i Missouri, hvilket udløste det farceagtige Slag ved Boonville den 17. juni efterfulgt af det mere alvorlige slag ved Carthage den 5. juli. 
Den 22. juli 1861, efter at have besat Jefferson City indkaldte Lyon til en særlig Missouri State Convention for at stemme om udtræden af Unionen. Ikke overraskende, da der kun var Unionister til stede, stemte den for at blive i Unionen. Den 27. juli erklærede Lyon's forsamling at guvernørens embede stod tomt, og den 28. juli udpegedes Hamilton Gamble som midlertidig guvernør i stedet for Jackson. 
Det afgørende slag i kampagnen var slaget om Wilson's Creek den 10. august 1861 nær Springfield, som betragtes som den første større træfning vest for Mississippi. Lyons hær blev besejret, og han blev selv dræbt. 
Den 28. oktober 1861 i Neosho var Jackson tilstede under en samling af Missouris General Assemply hvor en udtræden af Unionen blev vedtaget. Samlingen bestod af udvalgte medlemmer af statens lovgivende forsamlingen og blev afholdt udenfor Jefferson City, fordi statens hovedstad stadig blev holdt besat af Unionstropper. Resultatet af afstemningen blev accepteret af Sydstaternes regering og Missouri blev optaget i Amerikas Konfødererede Stater. Jackson fortsatte med at fungere som guvernør i den del af Missouri som blev holdt besat af Sydstaterne; men ved årets slutning holdt Unionens tropper næsten hele Missouri besat, og Jackson flygtede til Arkansas. 
I slutningen af 1862 døde Jackson af mavekræft i en alder af 56 år i Little Rock i Arkansas. Han ligger begravet på Sappington kirkegård i Arrow Rock i Missouri.

## Eksterne links
- Jackson biografi

1. ↑  Navnet er anført på engelsk og stammer fra Wikidata hvor navnet endnu ikke findes på dansk.
2. ↑  Navnet er anført på engelsk og stammer fra Wikidata hvor navnet endnu ikke findes på dansk.